# Pachnobia xena
Pachnobia xena är en fjärilsart som beskrevs av Charles Boursin 1948. Pachnobia xena ingår i släktet Pachnobia och familjen nattflyn. Inga underarter finns listade i Catalogue of Life.